# Paul McCartney Live in Los Angeles
Paul McCartney Live in Los Angeles è un album dal vivo di Paul McCartney registrato durante un'esibizione segreta al Amoeba Music a Hollywood, California, il 27 giugno 2007. L'album è stato pubblicato solo nel Regno Unito e in Irlanda attraverso una speciale promozione creata da The Mail on Sunday e da Irish Sunday Mail.
L'album contiene 12 tracce, tra le quali quattro erano già state pubblicate nell'EP del 2007 Amoeba's Secret, sempre di McCartney.

## Tracce
Tutte le tracce di Lennon/McCartney, eccetto dove indicato.
1. Drive My Car - 2:33
2. Only Mama Knows (McCartney) -  3:54
(Precedentemente pubblicata sull'EP Amoeba's Secret)
3. Dance Tonight (McCartney) - 3:09
4. C Moon (McCartney/Linda McCartney) - 3:22 
(Precedentemente pubblicata sull'EP Amoeba's Secret)
5. That Was Me (McCartney) - 3:02
(Precedentemente pubblicata sull'EP Amoeba's Secret)
6. Blackbird - 2:37
7. Here Today (McCartney) - 2:38
8. Back in the U.S.S.R. - 2:59
9. Get Back - 3:53
10. Hey Jude - 7:08
11. Lady Madonna - 3:12
12. I Saw Her Standing There - 3:22
(Precedentemente pubblicata sull'EP Amoeba's Secret)

## Formazione
- Paul McCartney - voce principale, basso, chitarra acustica
- Rusty Anderson - chitarra solista
- Abe Laboriel Jr. - batteria
- Brian Ray - chitarre, basso
- David Arch - tastiere